# Tegula puntagordana
Tegula puntagordana is een slakkensoort uit de familie van de Tegulidae. De wetenschappelijke naam van de soort is voor het eerst geldig gepubliceerd in 1962 door Weisbord.